# Gerda Blees
Gerda Blees (nascida em 1985) é uma escritora holandesa. Ela publicou o seu primeiro livro em 2017, uma colecção de contos intitulada Aan doodgaan dachten we niet (Nós não pensamos em morrer). Em 2018 ela publicou o seu primeiro volume de poesia, Dwaallichten (Luzes errantes).
Blees ganhou o Prémio da União Europeia de Literatura em 2021 pelo seu romance de estreia WIJ ZIJN LICHT.